# Quận Lackawanna, Pennsylvania
Quận Lackawanna là một quận trong tiểu bang Pennsylvania, Hoa Kỳ. Quận lỵ đóng ở Scranton6. Theo điều tra dân số năm 2000 của Cục điều tra dân số Hoa Kỳ, quận có dân số 208.801 người.2Quận được lập ngày 13 tháng 8 năm 1878 từ một phần của quận Luzerne. Quận được đặt tên theo sông Lackawanna

## Địa lý
Theo Cục điều tra dân số Hoa Kỳ, quận có diện tích 1188 kilômét vuông, trong đó có 15 km2 là diện tích mặt nước.

### Các quận giáp ranh
- Quận Susquehanna (bắc)
- Quận Wayne (đông)
- Quận Monroe (đông nam)
- Quận Luzerne (tây nam)
- Quận Wyoming (tây)